# 바이오톡스텍
바이오톡스텍(Biotoxtech Co. Ltd.)는 대한민국의 비임상 임상시험수탁기관(CRO) 기업이다. 본사는 충북 청주시 청원구 오창읍 연구단지로53에 위치해 있으며 대표이사는 강종구이다.

## 상장
2007년 9월 21일에 공모가 5,500원에 상장하였다.

## 참고문헌
1. ↑  에스트리온, 바이오톡스텍과 교모세포종 치료제 개발 MOU, 히트뉴스, 2023.10.12
2. ↑  바이오톡스텍, 자회사 키프라임리서치 오송캠퍼스 준공, 약업신문, 2022-11-04